# Bison latifrons
Bison latifrons is een uitgestorven bison die in Noord-Amerika leefde tijdens het Pleistoceen. Het dier werd ruim 2,5 meter hoog en woog meer dan een ton.